# Weidner Ridge
Weidner Ridge ist ein 3,5 km langer Gebirgskamm vulkanischen Ursprungs im ostantarktischen Viktorialand. Er ragt zwischen dem Savage Ridge und dem Testa Ridge am Nordhang des Mount Morning an der Scott-Küste auf.
Das Advisory Committee on Antarctic Names benannte ihn 1994 nach dem US-amerikanischen Meteorologen George A. Weidner, der gemeinsam mit seinem Kollegen Charles Stearns zwischen 1982 und 2005 die Errichtung automatisch arbeitender Wetterstationen in Antarktika vorantrieb.